# 針ヶ谷鐘吉
針ヶ谷 鐘吉（はりがや かねきち、1906年（明治39年） - 没年不詳）は、日本の西洋造園研究家。曽祖父は田安家に仕えた庭師の家系。

## 経歴
- 早稲田中学校、浦和高等学校を経て、1927年（昭和2年）東京帝国大学農学部に入学し、林学科造林学講座に進学
- 1930年（昭和5年）大学卒業。大学院に進学
- 1932年（昭和7年）～1940年（昭和15年） - 東京高等造園学校講師。西洋造園史を講義
- 1940年（昭和15年）～1943年（昭和18年） - 武蔵高等工業学校建築学科講師。造園学を講義
- 1943年（昭和18年）～1944年（昭和20年） - 吉村巌の紹介で中島飛行機三鷹研究所営繕課勤務
- 1948年（昭和23年）～1949年（昭和24年） - 古書販売「大久保文庫」を開設
- 1954年（昭和29年）～1962年（昭和37年） - 早稲田大学理工学部建築学科講師。造園学を講義
- 1968年（昭和43年） - 第一回ヨーロッパ造園視察旅行
- 1969年（昭和44年）～1976年（昭和51年） - 東京農業大学農学部造園学科講師
- 1969年（昭和44年） - 日本造園学会賞
- 1970年（昭和45年） - 第二回ヨーロッパ造園視察旅行
- 1973年（昭和48年） - 「石南花」の復刊・編集に関わる
- 1978年（昭和53年） - 農学博士
- 1980年（昭和55年） - 中国造園視察旅行
- 1991年（平成3年） - 日本造園学会上原敬二賞

## 主要著書
- 「庭園襍記」　西ヶ原刊行会　1938年
- 「西洋造園史」　彰国社　1956年
- 「西洋造園変遷史」誠文堂新光社　1977年
- 「名園短歌集」　加島書店　1980年
- 「文明開化と造園」　東京農業大学出版会